# Dryopteris caudipinna
Dryopteris caudipinna är en träjonväxtart som beskrevs av Takenoshin Nakai. Dryopteris caudipinna ingår i släktet Dryopteris och familjen Dryopteridaceae. Inga underarter finns listade.